# Kawuwu
Kawuwu is een bestuurslaag in het regentschap Bima van de provincie West-Nusa Tenggara, Indonesië. Kawuwu telt 768 inwoners (volkstelling 2010).